# 移动性管理
移动性管理（Mobility Management）是GSM（2G）和UMTS（3G）网络的主要功能之一，它使移动电话得以正常工作。 “移动性管理”的主要目标是：跟踪签约用户（Subscriber）的位置，从而使得呼叫、短信以及和其他移动电话服务可以被送达他们。

## 位置更新过程
与所有的蜂窝网络一样，GSM和UMTS网络本质上是由一个个独立的“蜂窝”（cells）——也被称为“基站”（base stations）——组成的无线电台网。 每个基站覆盖一个小的地理区域，这样的地理区域是属于一个被唯一标识的“位置区”（Location Area）的一部分。通过将每个基站所覆盖的范围联合起来，就形成了一个“蜂窝网络”，可以在一个大得多的范围上提供广泛覆盖的无线电通信服务。在GSM网络中，一个基站称为一个基地收发机站（Base Transceiver Station，简称BTS），而在UMTS网络中，则被称为节点B。 一组基站被命名为一个位置区，或一个路由区。
“位置更新过程”（Location Update Procedure）允许一个移动设备在从一个位置区移动到另一个位置区的时候，通知蜂窝网络。移动设备负责检测位置区码（Location Area Code，简称LAC）。当移动设备发现当前更新（update）得到的位置区码与上次更新得到的位置区码不同时，它就会执行另一个更新，向其所属的网络发送一个“位置更新请求”（Location Update Request），并在请求中带上之前所在的位置信息，以及它的临时移动签约用户标识（Temporary Mobile Subscriber Identity，简称TMSI）。
移动设备同时也会将当前的位置区码（LAC）存储到SIM卡中，将LAC添加到“最近使用过的LAC列表”的后面。 这样做的目的是为了在移动设备被强制关机（例如强行拔电池）、没来得及通知所属网络进行IMSI解绑（detach）、然后又很快开机时，无需再次进行不必要的IMSI绑定过程（attachment procedure）。由于事实上该移动设备仍然是关联到当前位置区的同一个移动交换中心（MSC）/拜访位置寄存器 (VLR)，因此不需要进行任何形式的IMSI绑定过程。
多个原因导致一个移动设备需要向其所属的网络提供更新的位置信息。 每当一个移动设备开机或关机时，网络会要求它进行一个IMSI绑定（attach）或IMSI解绑（detach）的位置更新过程。 此外，每个移动设备都需要使用一个“周期性位置更新”（periodic location update）过程，来在一个确定的时间间隔上，定期地报告其位置。 每当一个移动设备从一个位置区移动到另一个位置区，并且没有正在进行呼叫时，我们也会要求它进行一个随机位置更新（random location update）。 当信号衰弱时，移动设备会重新选择一个来自处于不同位置区的小区（cell）的信号覆盖的时候，也会要求进行这种位置更新。 通过这样的方式，一个签约用户就能够可靠地接入其所属的网络，并且可以接收呼叫，同时可以在整个网络的覆盖范围内享受自由移动的便利。
为了将一个呼叫或短信送达（deliver to）一个签约用户，网络会对签约用户进行寻呼（page）。如果该签约用户未能响应这样的一个寻呼（page），那么MSC/VLR和归属位置寄存器（Home Location Register，简称HLR）会同时将该用户标记为“不在服务区”（absent）（会设置“移动设备不可及标志”，即Mobile not reachable flag，简称MNRF）。 下次当移动设备进行位置更新操作时，HLR中的信息会被更新，MNRF会被清除。

## TMSI
临时移动签约用户标识（Temporary Mobile Subscriber Identity，简称TMSI）是移动设备与其所属的网络之间发送的最常见的标识信息。TMSI是由VLR随机分配给每个处于该区域的移动设备的——一旦移动设备开机，这个标识就会被分配给它。 这个号码是一个位置区内的本地号码，因此，每当移动设备移动到一个新的地理区域的时候，它就需要更新这个号码。
网络可以在任何时候选择更改移动设备的TMSI——而且它也常常这么做，用来防止签约用户被无线电空口（radio interface）上的偷听者识别和跟踪。 经常性更改TMSI会使得偷听者难以追查哪个移动设备是哪个，除非是在移动设备刚刚开机，或者当移动设备中的数据因为这样或那样的原因变得无效时的短暂时间内。在这种时候，移动设备必须将全局的“国际移动签约用户识别码”（IMSI）发送给网络。IMSI会被尽可能少地发送，以避免被识别或跟踪。
TMSI的一个关键用途就是用于对移动设备的寻呼（paging）。“寻呼”是移动设备和基站之间一对一的通信。 广播信息的最重要用途是建立用于“寻呼”的信道（channels）。每种蜂窝通信系统都拥有将这类信息分发给大量移动设备的广播机制。
TMSI的长度为4字节，全由16进制数字表示，并且不可以全为“FF”，因为SIM卡使用4个每一个位都是1的字节来表示没有合法的可用的TMSI。

## 漫游
漫游是一切蜂窝网络的最基本的移动性管理过程（mobility management procedures）之一。 漫游的定义是，当一个蜂窝网络用户旅行到其归属地网络（home network）之外的地理覆盖区域时，能通过使用拜访地网络（visited network）从而自动地具有发起或接收语音呼叫、发送或接收数据、访问其他业务——包括归属地数据业务的能力。 要实现这一点，只需要让通信终端（communication terminal）或其他设备在拜访地网络中使用签约用户标识就可以了。从技术上讲，漫游是由移动性管理、认证、授权和账务过程来支持的。

## 区域的分类

### 位置区
一个“位置区”（Location Area）是一系列的基站，他们被划分成一组，以优化信令传递（signalling）。通常，几十甚至上百个基站共用同一个GSM网络中的基站控制器（BSC），或UMTS网络中的无线网络控制器（RNC）。BSC/RNC是基站背后的智能处理部分，它负责处理无线电信道分配，接收来自移动电话的测量（measurements），并控制从一个基站到另一个基站的切换（handover）。
每一个位置区都会被分配一个唯一的“位置区码”（Location Area Code，简称LAC）。每个基站都会以固定的时间间隔广播它的位置区码。 在一个位置区内，每个基站会被分配到一个唯一的“小区号”（Cell ID，简称CI），参见小区全局标识（Cell Global Identity）。
如果位置区很大，那么就会有许多手机在同时运作，从而导致非常高的寻呼流量（paging traffic），因为每一个寻呼请求都需要被广播到该位置区的每一个基站。这是对带宽和移动设备的电量的浪费，因为这会要求它花费过长的时间去监听广播消息。 而另一方面，如果把位置区划分得过小，就会出现太多的小位置区，则移动设备又不得不过于频繁地与网络通信以进行位置改变，这也会过多地消耗移动设备上的电量。因此，必须要进行一个权衡[引证需要]。

### 路由区
“路由区”（Routing Area）是在分组交换域中与位置区对等的概念。 一个“路由区”通常是一个“位置区”的细分。绑定（attached）了GPRS的移动设备会要求使用“路由区”。 GPRS被优化用于适应“迸发式”（bursty）的数据通信业务，例如无线的互联网（internet）/内联网（intranet）业务，以及多媒体业务。 它也被称为GSM-IP，因为它将用户直接连接到互联网服务提供商。
分组业务（注：即上网）流量的“迸发式”（bursty）的内在特点意味着每个移动设备都会要求更多的寻呼消息，因此，比传统的电路交换流量更精确地了解移动设备的位置就很有用了。 从一个路由区变到另一个路由区（被称为“路由区更新”）和从一个位置区变到另一个位置区所采用的方式是几乎完全相同的。主要的差别就是，涉及的相关网元不再是BSC或MSC，而是SGSN。

### 跟踪区
跟踪区（Tracking Area，简称TA）是LTE网络中针对“位置区”和“路由区”的对等概念。 一个跟踪区是一系列的小区（a set of cells）。 多个跟踪区可以被划分到同一个跟踪区列表（TA list）中，跟踪区列表（TA list）可以被配置在用户设备（UE）上。 跟踪区更新是周期性进行的，也可以在用户设备（UE）移动到不在跟踪区列表（TA list）中的跟踪区时进行。
运营商可以可以向不同的用户设备（UE）分配不同的跟踪区列表（TA list）。这可以在一些条件下避免信令尖峰：例如，在这种情况下，一列火车上的所有乘客的用户设备（UE）就不会同时进行跟踪区更新。
在网络侧，这里所涉及的网元是移动性管理的实体（MME）。MME使用NAS消息，例如绑定接受（Attach Accept）、TAU接受（TAU Accept）以及GUTI重分配命令（GUTI Reallocation Command）来配置跟踪区列表（TA list）。